# Jukkasjärvi församling
Jukkasjärvi församling är en församling i Norra Norrbottens kontrakt i Luleå stift. Församlingen ligger i Kiruna kommun i Norrbottens län och ingår i Kiruna pastorat.

## Administrativ historik
Församlingen bildades 20 oktober 1606 genom en utbrytning ur Enontekis församling under namnet Simojärvi församling som 26 september 1673 namnändrades till det nuvarande. 1913 utbröts Vittangi församling.

### Pastorat
- 20 oktober 1606 till 1614: Annexförsamling i pastoratet Enontekis och Simojärvi.
- 1614 till 1647: Annexförsamling i pastoratet Nedertorneå, Enontekis och Simojärvi.
- 1647 till 26 september 1673: Annexförsamling i pastoratet Nedertorneå, Enontekis, Simojärvi och Torneå.
- 26 september 1673 till 1747: Moderförsamling i pastoratet Jukkasjärvi och Enontekis.
- 1747 till 1913: Eget pastorat.
- 1 januari 1913 till 1 januari 1949: Moderförsamling i pastoratet Jukkasjärvi och Vittangi
- 1 januari 1949 till 1 januari 2014: Eget pastorat.[3]
- Från 1 januari 2014: Ingår i Kiruna pastorat.[4]

## Areal
Jukkasjärvi församling omfattade den 1 januari 1976 en areal av 7 856,7 kvadratkilometer, varav 7 150,7 kvadratkilometer land.

## Kyrkobyggnader
- Kiruna kyrka
- Jukkasjärvi kyrka
- Tuolluvaara kyrka
- Tornehamns kyrka

## Befolkningsutveckling
| Befolkningsutvecklingen i Jukkasjärvi församling 1805–2015 | Befolkningsutvecklingen i Jukkasjärvi församling 1805–2015 | Befolkningsutvecklingen i Jukkasjärvi församling 1805–2015 | Befolkningsutvecklingen i Jukkasjärvi församling 1805–2015 | Befolkningsutvecklingen i Jukkasjärvi församling 1805–2015 |
| --- | ---------------------------------------------------------- | ---------------------------------------------------------- | ---------------------------------------------------------- | ---------------------------------------------------------- |
| |                                                            |                                                            |                                                            |                                                            |
| År |                                                            |                                                            | Folkmängd                                                  |                                                            |
| 1805 | 1805                                                       |                                                            | 953                                                        |                                                            |
| 1810 | 1810                                                       |                                                            | 965                                                        |                                                            |
| 1820 | 1820                                                       |                                                            | 953                                                        |                                                            |
| 1830 | 1830                                                       |                                                            | 1 097                                                      |                                                            |
| 1840 | 1840                                                       |                                                            | 1 250                                                      |                                                            |
| 1850 | 1850                                                       |                                                            | 1 462                                                      |                                                            |
| 1860 | 1860                                                       |                                                            | 1 750                                                      |                                                            |
| 1870 | 1870                                                       |                                                            | 1 783                                                      |                                                            |
| 1880 | 1880                                                       |                                                            | 1 973                                                      |                                                            |
| 1890 | 1890                                                       |                                                            | 2 256                                                      |                                                            |
| 1900 | 1900                                                       |                                                            | 3 048                                                      |                                                            |
| 1910 | 1910                                                       |                                                            | 11 530                                                     |                                                            |
| 1920 | 1920                                                       |                                                            | 11 167                                                     |                                                            |
| 1930 | 1930                                                       |                                                            | 15 632                                                     |                                                            |
| 1935 | 1935                                                       |                                                            | 13 911                                                     |                                                            |
| 1940 | 1940                                                       |                                                            | 14 420                                                     |                                                            |
| 1945 | 1945                                                       |                                                            | 14 390                                                     |                                                            |
| 1950 | 1950                                                       |                                                            | 15 309                                                     |                                                            |
| 1955 | 1955                                                       |                                                            | 18 571                                                     |                                                            |
| 1960 | 1960                                                       |                                                            | 22 849                                                     |                                                            |
| 1965 | 1965                                                       |                                                            | 24 567                                                     |                                                            |
| 1970 | 1970                                                       |                                                            | 25 784                                                     |                                                            |
| 1975 | 1975                                                       |                                                            | 26 542                                                     |                                                            |
| 1980 | 1980                                                       |                                                            | 25 541                                                     |                                                            |
| 1985 | 1985                                                       |                                                            | 22 985                                                     |                                                            |
| 1990 | 1990                                                       |                                                            | 22 275                                                     |                                                            |
| 1995 | 1995                                                       |                                                            | 22 092                                                     |                                                            |
| 2000 | 2000                                                       |                                                            | 20 986                                                     |                                                            |
| 2005 | 2005                                                       |                                                            | 20 052                                                     |                                                            |
| 2010 | 2010                                                       |                                                            | 20 024                                                     |                                                            |
| 2015 | 2015                                                       |                                                            | 20 408                                                     |                                                            |
| Anm: 1913 utbröts Vittangi församling. För åren 1805-1945: befolkning enligt folkräkning 31 december enligt den administrativa indelningen den 1 januari följande år. 1950 avser befolkning enligt folkräkning den 31 december enligt den administrativa indelningen den 1 januari 1952. 1955 avser den kyrkobokförda befolkningen den 31 december enligt den administrativa indelningen den 1 januari följande år. 1960, 1965 och 1970 avser befolkning enligt folkräkning den 1 november enligt den administrativa indelningen den 1 januari följande år. För åren 1975-2015: befolkning enligt 31 december enligt den administrativa indelningen den 1 januari följande år. Sedan 1 januari 2016 sker inte folkbokföring per församling och därmed kan det hända att vissa personer inte ingår i församlingens folkmängd då de är skrivna på den fiktiva fastigheten På kommunen skriven som inte delas upp på församlingsnivå då de inte kunnat folkbokföras på en särskild befintlig fastighet. Den totala befolkningen i Svenska kyrkans församlingar är därför något lägre än den totala befolkningen i riket. |                                                            |                                                            |                                                            |                                                            |

## Kyrkoherdar
| Ämbetstid | Namn                               | Levnadstid | Övrigt                                       |
| --------- | ---------------------------------- | ---------- | -------------------------------------------- |
| 1675–1682 | Martinus Kempe                     | 1630–1686  | Senare kyrkoherde i Övertorneå församling.   |
| 1682–1687 | Johannes Tornberg                  | 1640–1717  | Senare kyrkoherde i Övertorneå församling.   |
| 1687–1690 | Samuel Samuelsson Rhen             | 1644–1690  |                                              |
| 1691–1717 | Christian Elingius                 | 1651–1717  |                                              |
| 1719–1751 | Johannes Tornberg                  | 1670–1751  |                                              |
| 1752–1760 | Lars Engelmark                     | 1715–1760  |                                              |
| 1762–1774 | Nils Gran                          | 1721–1774  |                                              |
| 1775–1788 | Olof Sandberg                      | 1735–1805  | Senare kyrkoherde i Övertorneå församling.   |
| 1788–1804 | Daniel Engelmark                   | 1747–1825  | Senare kyrkoherde i Jokkmokks församling.    |
| 1804–1810 | Per Grape                          | 1752–1810  |                                              |
| 1812–1831 | Pehr Palmgren                      | 1759–1836  |                                              |
| 1831–1855 | Ingemar Lindstedt                  | 1792–1855  |                                              |
| 1857–1857 | Johan Curtelius                    | 1826–1895  |                                              |
| 1858–1863 | Per Lorens Stenborg                | 1830–1897  | Senare kyrkoherde i Pajala församling        |
| 1864–1874 | Erik Anders Stenborg               | 1827–1909  | Senare kyrkoherde i Karl Gustavs församling. |
| 1874–1879 | Johan Curtelius                    | 1826–1895  | Senare kyrkoherde i Gällivare församling.    |
| 1881–1901 | Frans Wilhelm Lidström             | 1847–1901  |                                              |
| 1902–1911 | Isak Johansson                     | 1853–1911  | Kontraktsprost.                              |
| 1913–1920 | Carl Edquist                       |            |                                              |
| 1921–1952 | Johannes Eklund                    |            |                                              |
| 1953–1959 | Sten Arvid Stenudd                 |            |                                              |
| 1960–1968 | Sigfrid Johannes Laurentius Landin |            |                                              |
| 1969–1984 | Ewert Aronson                      |            |                                              |
| 1984–2009 | Jan-Erik Kuoksu                    |            |                                              |
| 2009–     | Oscar Skoglind                     |            |                                              |